# 能越ケーブルネット
能越ケーブルネット株式会社（のうえつケーブルネット）は、富山県氷見市に本社を置き、テレビ放送・インターネット・直収電話・IP電話・MVNO事業を行うケーブルテレビ局である。略称はCNH。
ケーブルインターネットサービスは、「ひみHinet」という名称で提供している。

## 事業所所在地
- 本社・氷見センター - 富山県氷見市幸町8番7号
- 羽咋センター - 石川県羽咋市旭町ア233番地1
- 珠洲センター - 石川県珠洲市上戸町北方2字19の3番地（珠洲市産業センター 1階）[3]
- 穴水センター - 石川県鳳珠郡穴水町字川島ラの174番地（穴水町地域情報センター 1階）

## サービスエリア
- 放送エリア
  - 富山県[4] - 氷見市[1]
    - 氷見市中心部を除く地域は、氷見市が氷見市有線テレビジョン放送事業により整備した施設を指定管理者として運営している[5]。

  - 石川県[4] - 羽咋市[1]、珠洲市[1]、鳳珠郡穴水町[1]
- 一部業務の受託エリア
  - 石川県輪島市 - 輪島市ケーブルテレビの業務を受託[2]。

## 沿革
- 1991年（平成3年）2月2日 - 株式会社ケーブルネット氷見（ケーブルネットひみ）として会社設立[2]。
- 1992年（平成4年）7月20日 - 富山県氷見市の人口集中地区を対象に開局[2][6]。
- 2001年（平成13年）4月 - インターネット接続サービス開始[1]。
- 2003年（平成15年）4月 - IP電話サービス開始。
- 2004年（平成16年）
  - 3月 - 社名を氷見・羽咋ケーブルネット株式会社（ひみ・はくいケーブルネット）に変更。
  - 10月 - 地上デジタル放送サービス開始。
  - 12月 - 石川県羽咋市でのサービスを開始。
- 2006年（平成18年）
  - 3月 - 氷見市有線テレビジョン放送事業の指定管理者となる。
  - 7月 - 社名を能越ケーブルネット株式会社に変更。
- 2007年（平成19年）4月1日 - 石川県珠洲市でのサービスを開始[7][8]。
- 2008年（平成20年）
  - 7月 - 氷見エリアで北陸朝日放送の地上デジタル放送サービス開始。
  - 11月 - ミニデジコース・デジタルコースの専門チャンネルを一部変更。また、各エリアにてコミュニティチャンネルのデジタル放送サービス開始。
- 2009年（平成21年）4月1日 - 石川県鳳珠郡穴水町でのサービスを開始[9]。
- 2010年（平成22年）7月24日 - 珠洲エリアで地上デジタル放送をアナログ信号に変換して放送するデジアナ変換サービスを開始[10][11]。
- 2011年（平成23年）
  - 3月 - 氷見[12]・羽咋・穴水エリアでデジアナ変換サービス開始。
  - 4月 - 石川県輪島市の輪島市CATV事業の業務を受託。
  - 7月24日 - アナログ放送サービス終了。
- 2015年（平成27年）
  - 3月31日 - デジアナ変換サービス終了[12]。
  - 12月 - 氷見エリアで携帯電話サービス「ケーブルスマホ」開始。
- 2016年（平成28年）4月 - 石川県羽咋郡宝達志水町の宝達志水町ケーブルテレビの施設維持管理業務を受託。
- 2017年（平成29年）
  - 1月9日 - 珠洲・穴水エリアで、金沢ケーブルのチャンネル「北國新聞ニュース・プラス」の番組配信を開始[13]。
  - 4月 - 氷見市の一部で光（FTTH）サービス「ケーブルネット光」および当該エリアにて直収電話（固定電話）サービス「ケーブルプラス電話」開始。
  - 4月3日 - 羽咋エリアで、金沢ケーブルのチャンネル「北國新聞ニュース・プラス」の番組配信を開始[13]。
- 2022年（令和4年）4月 - 珠洲エリアで「ケーブルネット光」および「ケーブルプラス電話」サービス開始。
- 2023年（令和5年）3月 - 氷見エリアにおいて同軸ケーブルを用いたCATVサービス（HFC）を終了[14]。
- 2025年（令和7年）
  - 1月 - 穴水エリアにおいてHFCサービスを終了[15]。
  - 3月31日 - この日までに宝達志水町の町営のケーブルテレビ施設の維持管理の受託事業を終了。翌日4月1日に自主放送施設を除き金沢ケーブルに事業譲渡したため[16]。また、珠洲エリアにおいてHFCサービスを終了[17]。

## 放送チャンネル

### 地上波
- 地上波はパススルー方式で放送しているため、市販のテレビなどの地上デジタルチューナー内蔵機器で視聴可能。

#### 系列別再送信局
| エリア           | NHK-G   | NHK-E   | NNN/NNS    | ANN          | JNN                | TXN | FNN/FNS    | JAITS |
| ---------------- | ------- | ------- | ---------- | ------------ | ------------------ | --- | ---------- | ----- |
| 氷見             | NHK富山 | NHK富山 | 北日本放送 | 北陸朝日放送 | チューリップテレビ |     | 富山テレビ |       |
| 羽咋・珠洲・穴水 | NHK金沢 | NHK金沢 | テレビ金沢 | 北陸朝日放送 | 北陸放送           |     | 石川テレビ |       |

#### テレビ局
| チャンネル | 放送局             | 放送局                                                               |
| チャンネル | 氷見               | 羽咋・珠洲・穴水                                                     |
| ---------- | ------------------ | -------------------------------------------------------------------- |
| 011        | 北日本放送         | NHK金沢・総合                                                        |
| 021        | NHK富山 Eテレ      | NHK金沢 Eテレ                                                        |
| 031        | NHK富山・総合      |                                                                      |
| 041        |                    | テレビ金沢                                                           |
| 051        | 北陸朝日放送       | 北陸朝日放送                                                         |
| 061        | チューリップテレビ | 北陸放送                                                             |
| 081        | 富山テレビ         | 石川テレビ                                                           |
| 091        | ひみチャン9        | 羽咋チャンネル（羽咋） すずチャンネル（珠洲） 穴水チャンネル（穴水） |
| 092        | ひみチャンプラス   | ちりはまカメラ（羽咋） 情報掲示板（珠洲・穴水）                      |
| 093        |                    | 情報掲示板（羽咋）                                                   |

- かつては氷見エリアでも、テレビ金沢・北陸放送・石川テレビの再送信を実施していた[18]。

### BS・CS放送
- BS放送（4K・8K含む）は光コミュニティを除く光テレビサービスではパススルー方式で放送しているため、市販のチューナー内蔵機器で視聴可能。
- J:COM BS、BSよしもとはSTBでは視聴不可。
- ※を付したものは別途契約が必要なオプションチャンネル。
- チャンネル番号先頭にBSを付したものは光テレビのみの放送で、スカパーとの別途契約が必要なオプションチャンネル。

| チャンネル | 放送局                                          |
| BS放送     | BS放送                                          |
| ---------- | ----------------------------------------------- |
| 101        | NHK BS                                          |
| 141        | BS日テレ                                        |
| 151        | BS朝日                                          |
| 161        | BS-TBS                                          |
| 171        | BSテレ東                                        |
| 181        | BSフジ                                          |
| 191        | ※WOWOWプライム                                  |
| 192        | ※WOWOWライブ                                    |
| 193        | ※WOWOWシネマ                                    |
| 200        | BS10                                            |
| 201        | ※BS10スターチャンネル                           |
| 211        | BS11 イレブン                                   |
| 222        | BS12 トゥエルビ                                 |
| 231        | 放送大学テレビ                                  |
| BS234      | グリーンチャンネル                              |
| BS236      | アニマックス                                    |
| BS242      | J SPORTS 1                                      |
| BS243      | J SPORTS 2                                      |
| BS244      | J SPORTS 3                                      |
| BS245      | J SPORTS 4                                      |
| BS251      | BS釣りビジョン                                  |
| BS252      | WOWOWプラス 映画・ドラマ・スポーツ・音楽        |
| BS255      | 日本映画専門チャンネル                          |
| BS256      | ディズニー・チャンネル                          |
| 260        | J:COM BS                                        |
| 265        | BSよしもと                                      |
| 531        | 放送大学（ラジオ）                              |
| 4K・8K放送 |                                                 |
| 4K101      | NHK BSプレミアム4K                              |
| 8K102      | NHK BS8K                                        |
| 4K141      | BS日テレ 4K                                     |
| 4K151      | BS朝日 4K                                       |
| 4K161      | BS-TBS 4K                                       |
| 4K171      | BSテレ東 4K                                     |
| 4K181      | BSフジ 4K                                       |
| 4K211      | ショップチャンネル 4K                           |
| 4K221      | 4K QVC                                          |
| CS放送     |                                                 |
| 402        | satonoka TV                                     |
| 407        | ウェザーニュース                                |
| 410        | J SPORTS 3                                      |
| 411        | スカイA                                         |
| 412        | GAORA SPORTS                                    |
| 413        | J SPORTS 1                                      |
| 414        | J SPORTS 2                                      |
| 415        | ※J SPORTS 4                                     |
| 416        | スポーツライブ+                                 |
| 417        | ゴルフネットワーク                              |
| 418        | 日テレジータス                                  |
| 419        | ※FIGHTING TV サムライ                           |
| 420        | ムービープラス                                  |
| 421        | 日本映画専門チャンネル                          |
| 422        | 映画・チャンネルNECO                            |
| 423        | V☆パラダイス                                    |
| 424        | WOWOWプラス 映画・ドラマ・スポーツ・音楽        |
| 425        | ※東映チャンネル                                 |
| 426        | ※衛星劇場                                       |
| 430        | ファミリー劇場                                  |
| 431        | スーパー!ドラマTV #海外ドラマ☆エンタメ          |
| 433        | Dlife                                           |
| 434        | 時代劇専門チャンネル                            |
| 435        | 女性チャンネル♪LaLa TV                          |
| 437        | ミステリーチャンネル                            |
| 438        | TBSチャンネル1 最新ドラマ・音楽・映画           |
| 439        | ディズニー・チャンネル                          |
| 441        | アニマックス                                    |
| 442        | キッズステーション                              |
| 443        | ディズニージュニア                              |
| 444        | ※アニメシアターX（AT-X）                        |
| 445        | テレ朝チャンネル1                               |
| 446        | ホームドラマチャンネル 韓流・時代劇・国内ドラマ |
| 447        | TBSチャンネル2 名作ドラマ・スポーツ・アニメ     |
| 451        | 日経CNBC                                        |
| 452        | 日テレNEWS24                                    |
| 455        | ヒストリーチャンネル 日本・世界の歴史&エンタメ  |
| 458        | テレ朝チャンネル2                               |
| 459        | ナショナル ジオグラフィック                     |
| 461        | MUSIC ON! TV（エムオン!）                       |
| 462        | 音楽・ライブ! スペースシャワーTV                |
| 464        | 歌謡ポップスチャンネル                          |
| 470        | 囲碁・将棋チャンネル                            |
| 471        | ショップチャンネル                              |
| 472        | QVC                                             |
| 473        | ジュエリー☆GSTV                                 |
| 476        | 釣りビジョン                                    |
| 477        | 旅チャンネル                                    |
| 479        | エンタメ〜テレ☆シネドラバラエティ               |
| 480        | MONDO TV                                        |
| 481        | フジテレビTWO ドラマ・アニメ                    |
| 482        | フジテレビONE スポーツ・バラエティ              |
| 485        | ※グリーンチャンネル                             |
| 486        | ※グリーンチャンネル2                            |
| 487        | ※レジャーチャンネル                             |
| 488        | ※SPEEDチャンネル                                |
| 489        | ※富山競輪チャンネル                             |
| 495        | ※Mnet                                           |
| 496        | ※KNTV                                           |
| 497        | アジアドラマチックTV（アジドラ）                |
| 498        | ※フジテレビNEXT ライブ・プレミアム              |

- CS放送は日本デジタル配信の地上配信サービスを採用（2017年5月まではジャパンケーブルキャストのJC-HITSサービス）[1]。

### ラジオ局
| MHz  | 放送局    | 放送局           |
| MHz  | 氷見      | 羽咋・珠洲・穴水 |
| ---- | --------- | ---------------- |
| 79.0 | 放送大学  | 放送大学         |
| 81.5 | NHK富山FM |                  |
| 82.7 | FMとやま  |                  |
| 83.0 |           | NHK金沢FM        |
| 85.5 |           | エフエム石川     |

## コミュニティチャンネル
コミュニティチャンネルの詳細は、公式サイトの各エリアのページを参照。

### 富山県
自社制作番組または富山県ケーブルテレビ協議会の加盟局が制作する番組が放送される。

### 石川県
自社制作番組または金沢ケーブルが制作する『まちスタ330』『北國新聞ニュース』（ネット受け、いずれも土日祝日は休止）が放送される。

## 主な番組
現在の番組の詳細は、公式サイトの各コミュニティチャンネルのページまたは番組表を参照。

### 現在

#### 富山県・石川県共通
- 能越トピックス

#### 富山県
- 週刊ニュースひみ
- 北日本新聞ニュース 氷見版
- 氷見市広報番組
- ひみチャンワイド
- 氷見警察署からのお知らせ
- サンデーひみ（氷見市副市長の篠田伸二が「編集長」として番組進行）[19][20]。

#### 石川県
羽咋チャンネル
- はくいニュース
- なぎさかわら版
- 羽咋のむかしばなし

すずチャンネル
- 週刊ピックアップ!すず
- きらめき☆チャンネル
- すずスペシャル

穴水チャンネル
- 週刊あなみずアーカイブス
- ときめき☆チャンネル
- 穴水スペシャル

### 過去の番組

#### 氷見チャンネル・ひみチャン9
シェフひろしのかんたんクッキング
- 氷見カレー学会会長を務めたシェフ土居博が出演する料理番組[21]。「シェフひろし」の愛称で番組に出演していた。

## サービス内容

### テレビ
光テレビ ※羽咋除く、括弧内は視聴可能な放送
- 光コミュニティコース（地上波）
- 光BSコース（地上波・BS・4K・8K）
- 光デラックスコース（地上波・BS・4K・8K・CS）

HFC（同軸サービス） ※羽咋のみ
- チューナー無しコース（地上波）
- ライトコース（地上波・BS・CSの一部チャンネル[注 1]）
- デラックスコース（地上波・BS・CS）
  - レギュラーコースは2022年（令和4年）3月末にサービスを終了した。

### インターネット
光ネット ※羽咋除く、括弧内は最大速度
- 光5Mコース（5Mbps）
- 光100Mコース（100Mbps）
- 光300Mコース（300Mbps）
- 光1Gコース（1Gbps）

HFC（同軸サービス）※羽咋のみ
- スタンダード（8Mbps）
- スーパー（12Mbps）
- エキスパート（30Mbps）
- プレミアム（120Mbps）
- プラチナ（120Mbps）

ケーブルAir ※氷見の一部のみ

### 電話
- ケーブルスマホ ※氷見のみ
- ケーブルプラス電話 ※羽咋除く
- IP電話